# Eurya gnaphalocarpa
Eurya gnaphalocarpa är en tvåhjärtbladig växtart som beskrevs av Bunzo Hayata. Eurya gnaphalocarpa ingår i släktet Eurya och familjen Pentaphylacaceae. Inga underarter finns listade i Catalogue of Life.